# Кукліло
Куклі́ло (Coccyzus) — рід зозулеподібних птахів родини зозулевих (Cuculidae). Представники цього роду мешкають в Північній і Південній Америці.

## Опис
Кукліло — зозулі середнього і великого розміру зі стрункими тілами, довгими хвостами і сильними ногами. Їхня довжина варіюється від 25 до 55 см, а вага — від 42–225 г. У багатьох кукліло на нижній стороні хвоста є смугастий, чорно-білий візерунок. Вони живуть в різноманітних лісах, лісових масивах і мангрових заростях.
На відміну від багатьох інших зозуль, кукліло не практикують гніздовий паразитизм, а самі доглядають за пташенятами. Вони будують гнізда на деревах і відкладають два або більше яєць. Північні і чорнодзьобі кукліло іноді підкладають яйця в гнізда інших птахів, однак вони можуть і самостійно насиджувати кладку.
Північні види, такі як північні і чорнодзьобі кукліло, мігрують на далекі відстані і зимують в Центральній і Південній Америці. Іноді бродячі особини цих видів з'являються в Західній Європі. Тропічні види є переважно осілими.
Під час сезону розмноження кукліло є дуже голосистими птахами, їхні гучні крики можно постійно почути. Вони живляться великими комахами, такими як цикади і оси, а також гусінню (зокрема покритими отруйними волосинками і через це неїстивними для більшості інших птахів). Тако, яких раніше відносили до роду Saurothera, є великими і сильними зозулями. Вони живляться на хребетних, зокрема на ящірок.

## Види
Виділяють тринадцять видів:
- Кукліло бурий (Coccyzus melacoryphus)
- Кукліло північний (Coccyzus americanus)
- Кукліло білочеревий (Coccyzus euleri)
- Кукліло мангровий (Coccyzus minor)
- Кукліло кокоський (Coccyzus ferrugineus)
- Кукліло чорнодзьобий (Coccyzus erythropthalmus)
- Кукліло рудий (Coccyzus lansbergi)
- Піая ямайська (Coccyzus pluvialis)
- Піая гаїтянська (Coccyzus rufigularis)
- Тако ямайський (Coccyzus vetula)
- Тако кубинський (Coccyzus merlini)
- Тако пуерто-риканський (Coccyzus vieilloti)
- Тако гаїтянський (Coccyzus longirostris)

## Етимологія
Наукова назва роду Coccyzus походить від слова дав.-гр. κοκκυζω — кукувати..